# NGC 1435
NGC 1435 (بالإنجليزية: NGC 1435)‏ الذي يرمز له بالرمز NGC 1435، هو نجم، في كوكبة الثور (كوكبة).

## الاكتشاف
اكتشف في 19 أكتوبر 1859، بواسطة فيلهلم تمبل.